# Marientiden

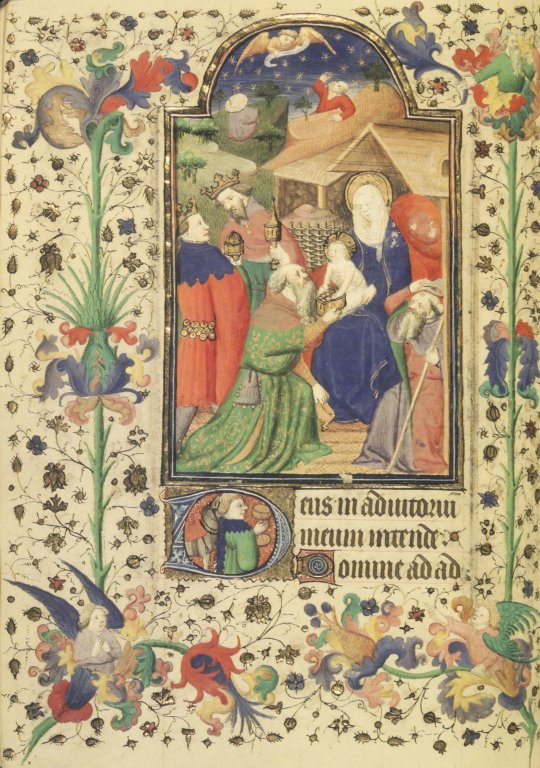
Horae Beatae Mariae Virginis, Illustration eines marianischen Stundenbuches von 1530

Die Marientiden (niederdeutsch für „marianische Tagzeiten“, lat. Horae Beatae Mariae Virginis), auch Officium parvum, stellen ein eigenes Stundengebet zu Ehren der Mutter Gottes dar.

## Officium Beatae Mariae Virginis
Der Kern der Marientiden ist das auch vielen Stundenbüchern zugrunde liegende Officium (parvum) Beatae Mariae Virginis („(kleines) Stundengebet der seligen Jungfrau Maria“, auch Horae Beatae Mariae Virginis) mit acht Tagzeiten, in denen die Psalmen, Responsorien und andere liturgische Texte jeweils in besonderer Weise auf die Gottesmutter bezogen sind. Weitere Bezeichnungen sind Cursus marianus, Officium parvum‚ kleines Stundengebet, kleines marianisches Offizium oder Marienbrevier.
Das Officium Beatae Mariae Virginis entstand nach dem 10. Jahrhundert als ein dem Stundengebet nachgestaltetes Zusatzoffizium neben anderen ähnlichen Offizien, etwa zu Ehren aller Heiligen, und galt im Spätmittelalter fast überall als verpflichtender Zusatz zum Breviergebet der Kleriker. Papst Pius V. hob in seiner Brevierreform von 1568 diese Verpflichtung auf.
Als selbständiges Offizium erlangte es in der zweiten Hälfte des 15. Jahrhunderts eine große Beliebtheit in West- und Norddeutschland, vor allem unter den gebildeten Laien in den Städten. In vielen Städten gründeten sich Bruderschaften zu seiner Pflege. Dazu wurden oft besondere Marientidenkapellen eingerichtet oder angebaut und Vikarien und mitunter ganze Sängerchöre gestiftet. In der Reformationszeit wurden die Marientiden abgesetzt; das oft nicht unbeträchtliche Vermögen der Stiftungen wurde zur Armenfürsorge und zum Unterhalt von Kirchen und Schulen verwendet.
Als Officium parvum wurde es von vielen neueren Schwesterngemeinschaften als Pflichtgebet übernommen, zum Teil in der Landessprache. Im Jahr 1953 wurde es von Augustin Bea grundlegend überarbeitet. Das Zweite Vatikanische Konzil bestätigte das „kleine Offizium“ als öffentliches Gebet der Kirche, wenn es „nach Art des (allgemeinen) Stundengebetes angelegt und ordnungsgemäß approbiert“ sei; dies sei gegeben, „wenn es aus Psalmen, Lesungen, Hymnen und Orationen besteht und irgendwie die Stunden des Tages und die Zeit des Kirchenjahres berücksichtigt“; muttersprachliche Übersetzungen bedürfen der kirchlichen Approbation. Daraufhin erschien ein verkürztes, zum Singen eingerichtetes Stundengebet für apostolische Ordensgemeinschaften, in der deutschen Fassung als Christuslob, das am 14. Juni 1980 von Rom bestätigt wurde. 
Ein eigenständiges marianisches Stundengebet wird nach wie vor von den Kartäusern verrichtet.

## Marientidenkapellen

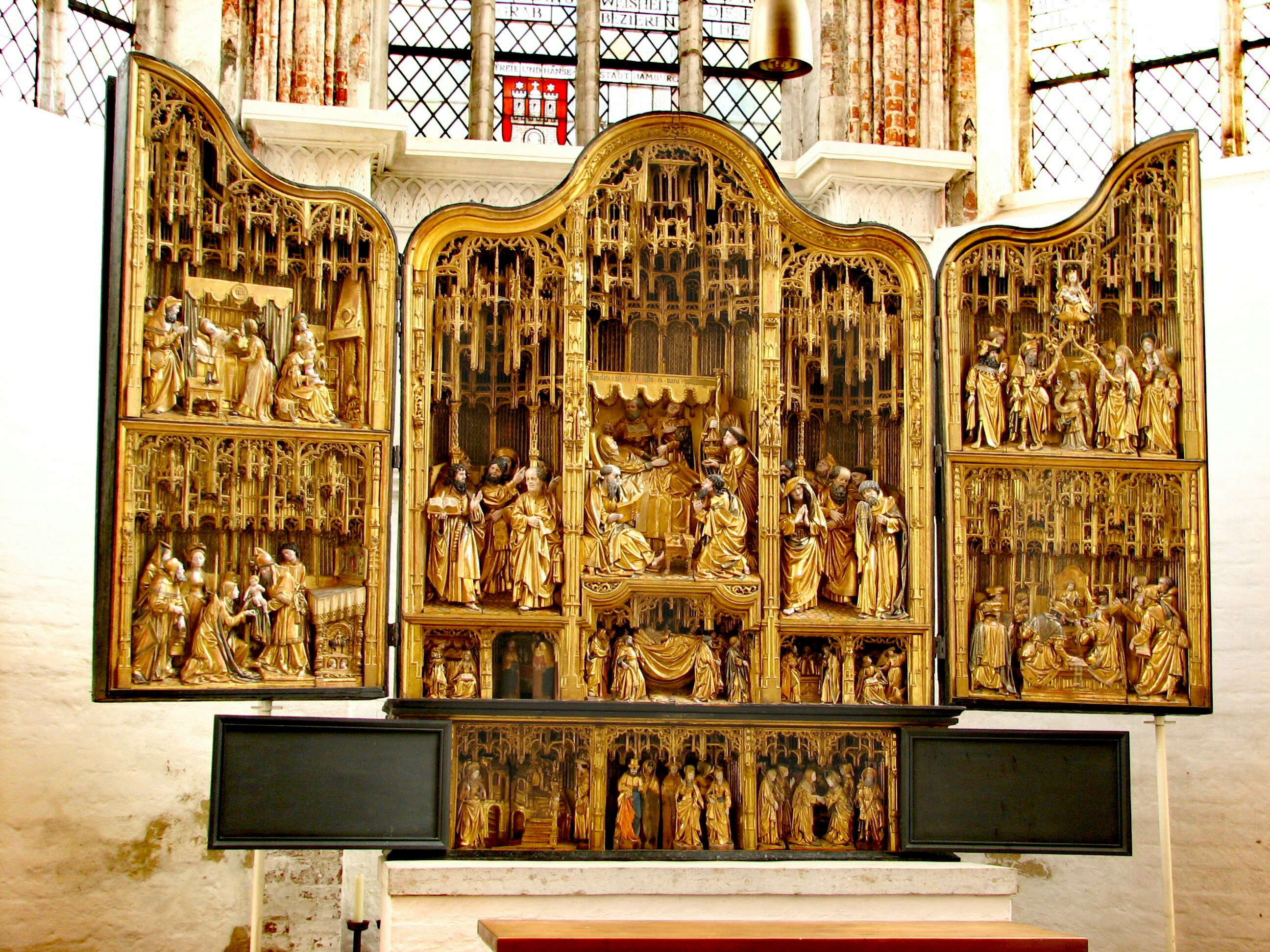
Antwerpener Retabel von 1518 in der Marientidenkapelle der Lübecker Marienkirche

Nach dem Vorbild der Lady Chapels vieler englischer Kathedralen befand sich die Marientidenkapelle oft am Chorscheitel, dem Ostende der Kirche. In der Lübecker Marienkirche wurden die Marientiden im Jahr 1462 mit einer Stiftung von 40 Personen eingerichtet. Die zugehörige Kapelle am Chorscheitel, die auch „Sängerkapelle“ genannt wurde, erhielt im Jahr 1491 ein reich geschnitztes Schrankenwerk (1942 verbrannt), und 1521 ein neues Gestühl (Reste erhalten) sowie ein bis heute erhaltenes Antwerpener Retabel.
Die Marientidenkapelle des Lübecker Doms, nach 1436 aus dem Nachlass von Berthold Rike erbaut, wurde im frühen 18. Jahrhundert zur fürstbischöflichen Grabkapelle umgestaltet. Auch die der Ägidienkirche und der Jakobikirche wurden zu privaten Grabkapellen, letztere später zum Heizraum.
Weitere Marientidenkapellen finden sich in Kirchen vieler norddeutscher Städte wie beispielsweise in der Rostocker Marienkirche (bei der Astronomischen Uhr), der Stralsunder Marienkirche (Chorscheitelkapelle), sowie in Stendal und in Wismar. Hier stiftete der Schweriner Bischof Nicolaus Böddeker 1464 eine reich ausgestattete Kapelle im Turm der Georgenkirche.

### Ausgaben
- Horae, Mittelniederdeutsch: Seven tyde Unser Lieve Vrauwen, Lübeck: Steffen Arndes 1499

Digitalisat des Exemplars der Bayerischen Staatsbibliothek
- P. Wenzeslaus Straußfeld OFM: Das Kleine Offizium der seligsten Jungfrau Maria. Kevelaer 1928.
- P. Hildebrand Fleischmann OSB: Officium Divinum Parvum („Volksbrevier“, „Seckauer Schwesternbrevier“), mehrere Auflagen ab 1933
- Officium parvum Beatae Mariae Virginis, Augustin Bea (Hrsg.), Editio amplior (lateinisch/deutsch), Pustet, Regensburg, 1953

### Sekundärliteratur
- Hans-Jürgen Feulner: Officium parvum BMV. In: Walter Kasper (Hrsg.): Lexikon für Theologie und Kirche. 3. Auflage. Band 7. Herder, Freiburg im Breisgau 1998, Sp. 1006 f.
- Officium parvum, in: Adolf Adam, Rupert Berger: Pastoralliturgisches Handlexikon Freiburg: Herder 1980, S. 370f.
- Friedrich Schlie: Die Kunst- und Geschichts-Denkmäler des Grossherzogthums Mecklenburg-Schwerin. II. Band: Die Amtsgerichtsbezirke Wismar, Grevesmühlen, Rehna, Gadebusch und Schwerin. Schwerin 1898, Neudruck Schwerin 1992, ISBN 3910179061
- Johannes Baltzer, Friedrich Bruns: Die Bau- und Kunstdenkmäler der Freien und Hansestadt Lübeck. Herausgegeben von der Baubehörde. Band III: Kirche zu Alt-Lübeck. Dom. Jakobikirche. Ägidienkirche. Verlag von Bernhard Nöhring: Lübeck 1920. Unveränderter Nachdruck 2001, ISBN 3-89557-167-9
- Antje Grewolls: Die Kapellen der norddeutschen Kirchen im Mittelalter. Architektur und Funktion. Kiel: Ludwig 1999, ISBN 3-9805480-3-1